# 勒達嶺
勒達嶺（英語：Leda Ridge）是南極洲的山嶺，位於亞歷山大一世島東部，處於蓋尼米德高地西部，美國探險隊在1947年拍攝空中照片，該山嶺以木衛十三命名。